# Speonebalia
Speonebalia is een geslacht van kreeftachtigen uit de klasse van de Malacostraca (hogere kreeftachtigen).

## Soort
- Speonebalia cannoni Bowman, Yager & Iliffe, 1985